# (10773) Jamespaton
(10773) Jamespaton est un astéroïde de la ceinture principale.

## Description
(10773) Jamespaton est un astéroïde de la ceinture principale. Il fut découvert le 7 janvier 1991 à Siding Spring par Robert H. McNaught. Il présente une orbite caractérisée par un demi-grand axe de 3,20 UA, une excentricité de 0,07 et une inclinaison de 21,1° par rapport à l'écliptique.

## Compléments